# Aspatharia semicorrugata
Aspatharia semicorrugata е вид мида от семейство Iridinidae. Видът не е застрашен от изчезване.

## Разпространение
Разпространен е в Демократична република Конго и Замбия.